# Yunling Shan
De Yunling Shan (Chinees: 云岭山; pinyin: yúnlǐngshan) is een bergketen in het zuidwesten van China, in de provincie Yunnan. De keten is onderdeel van de Hengduan Shan, het gebergte dat de oostelijke rand van het Tibetaans Plateau flankeert. De lengterichting van de Yunling Shan is van zuid naar noord. Ze vormt de waterscheiding tussen de Lancang Jiang (Mekong) en de Jinsha Jiang (Yangtze), twee van de grootste rivieren in het zuiden van Azië.
Een groot deel van de Yunling Shan ligt boven de 4000 m hoogte. In de winter zijn de toppen met sneeuw bedekt. De hoogste top is de Yulong Shan (5596 m; letterlijk: "berg van de jaden draak"). In het noorden gaat de Yunling Shan over in de Ningjing Shan. In het zuiden grenst ze aan de Wuliang Shan en Ailao Shan.
Een aanzienlijk deel van de Yunling Shan is beschermd natuurgebied, als onderdeel van het op de UNESCO-lijst staande beschermd gebied van drie parallelle rivieren.